# Phalonidia albipalpana
Phalonidia albipalpana es una especie de polilla del género Phalonidia, categorizada en la tribu Cochylini, de la subfamilia Tortricinae.
Fue descrita por Zeller en 1847 y publicada en (Tortrix), Isis von Oken (Leipzig) 1847 (10): 662. Se distribuye por Europa: Rusia e Italia, en esta última en la región de Sicilia.